# 제시 멧커프
제시 멧캐프(Jesse Metcalfe, 영어 발음: /ˈmɛtkæf/, 1978년 12월 9일 ~ )는 미국의 배우이다.

## 출연 작품

### 영화
- 이스케이프 플랜 2: 하데스 (2018)

### 텔레비전
- 위기의 주부들 (2004-07, 2009)